# Oloferne (gruppo musicale)
Gli Oloferne sono un gruppo musicale italiano di genere folk rock e progressive folk, formatosi nelle Marche nel 1999.

## Storia del gruppo

### (1999-2003) Gli esordi e il primo album
Gli Oloferne sono una band musicale italiana nata nel 1999 da un progetto di Giacomo Medici, Alessandro Piccioni e Stefano Procaccini. Sin dagli esordi le influenze musicali e le esperienze dei componenti si confondono sulle linee del rock, world music, sonorità medievali e celtiche con rimandi alla musica progressiva per fondersi in un folk cantautorale. Il trio inizia ad esibirsi nel territorio marchigiano con un repertorio in acustico formato da chitarre e basso acustici, flauti e percussioni. Il gruppo inizia ben presto a proporre brani propri, prediligendo la lingua inglese. Nel 2000 inizia la collaborazione con il violinista Alfonso Maria Cutolo, con il quale inizia a prendere forma il sound che caratterizzerà la band negli anni a seguire. Nel 2001 esce il loro primo album, omonimo, inizialmente autoprodotto. "Elfish Tree" diventa nel 2003 un videoclip realizzato in collaborazione con il regista Vito Rubino e promosso al M.E.I. di Faenza dello stesso anno. L'etichetta milanese Ethnoworld srl ristampa e distribuisce il primo album degli Oloferne. Uno dei brani del disco viene inserito nella compilation “Samonios vol.II - Capodanno Celtico 2003” (Terzo Millennio/Self) insieme ad artisti nazionali ed internazionali della scena musicale folk. Gli Oloferne iniziano ad essere scoperti anche dalle radio nazionali ed internazionali (in particolare in Argentina, Malta e Spagna) in trasmissioni dedicate a gruppi emergenti. In quegli anni il gruppo si dedica anche alla messa in scena di spettacoli musico-teatrali, come "L'albero di Alluminio - Il '900 tra suoni e parole", "Poesie nel vento: palabras, musica, pensamiento y...viento" e "Confessioni di un mangiatore d'aria". Nel frattempo al gruppo si aggiunge Marco Medici, fratello minore di Giacomo, alla batteria e percussioni, e Giuseppe Cardamone sostituisce al violino Alfonso.

### (2004-2005) Il secondo album e i premi
Dopo aver vinto nel 2004 il concorso musicale "Piceno on the Rock", gli Oloferne presentano nel dicembre di quell'anno il loro secondo disco, questa volta interamente in italiano, "Le Parole del vento", all'interno del quale sono presenti come ospiti Gastone Pietrucci de “La Macina” e Sandro Severini della “Gang”. Nel 2004 gli Oloferne vincono il primo premio nella categoria "Miglior Testo" (ex aequo con i Sintagma) e "Miglior Brano Radiofonico" il Premio "città di Jesi". In quell'occasione il gruppo propone un nuovo videoclip, basato sulla canzone in gara "Colore Ora c'è". Nel 2005 il gruppo arriva in finale al premio "Fabrizio De André" e alle fasi regionali di "Rock Targato Italia". Viene realizzato un nuovo videoclip per la canzone "L'albero di alluminio", prodotto da Antonio Lucarini già firma per band quali PGR e Marlene Kuntz. Il 2005 si conclude con la vincita del concorso nazionale "Fanote" e l'invito alla rassegna d'arte "MuSaBa Purana Festival" in Calabria. Dopo aver vinto anche il concorso "Alma Rock Studiorum 2005" a Bologna, gli Oloferne si esibiscono al Meeting delle Etichette indipendenti di Faenza.

### (2005) Il tour in Argentina
Nel settembre 2005 gli Oloferne arrivano fino in Argentina, con un mini-tour al nord del paese che li porta ad esibirsi nei teatri di Corrientes, Resistencia, Curutzu Cuatia e Goya. In quei giorni la band è spesso ospite nelle radio nazionali Argentine con sessioni unplugged.

### (2006-2007) Il ritorno ai teatri
Si aggiunge al gruppo il chitarrista Gianluca Agostinelli per sostituire Stefano Procaccini. Stefano di fatto non abbandona la band ma rimane come supporter in vista dell'intensa attività live. Gli Oloferne ritornano nei teatri con il concerto-spettacolo "Controcanto". Nel numero estivo della rivista Cosmopolitan gli Oloferne vengono annoverati tra le band italiane principali nel segmento musicale del folk rock. Il brano "colore ora c'è" viene incluso nella compilation "Iang Pipol" (Rai 3 / Arte Nomade, 2007).

### (2008-2012) Il terzo album e i nuovi riconoscimenti
Il terzo album degli Oloferne esce nel 2008, dal titolo "Segno d'Acqua", con la collaborazione del sassofonista Leonardo Sbaffi. Da quel momento prosegue l'attività live sul territorio Italiano. Nel 2009 il quintetto marchigiano vince il festival "Risonanze" di Padova e Rai News 24 dedica un servizio al gruppo

### (2014) Il quarto album
Dall'agosto del 2012 gli Oloferne hanno deciso di interrompere l'attività live per dedicarsi esclusivamente alla registrazione del quarto album, "L'inferno dei Musici", in uscita il 9 marzo 2014, dopo essere stato presentato con un concerto spettacolo il 2 marzo 2014. Durante lo stesso periodo lo storico chitarrista Gianluca Agostinelli si trova suo malgrado, e con dispiacere del gruppo, a lasciare la band a causa di un suo trasferimento ad Anversa (Belgio). Prende il testimone Paolo Sorci, che aveva in più di una occasione collaborato con la band.

## Formazione

### Formazione attuale
- Alessandro Piccioni: voce, basso, flauto (1999-presente)
- Giacomo Medici: voce, chitarra, percussioni (1999-presente)
- Giuseppe Cardamone: violino (2001-presente)
- Marco Medici: batteria, percussioni (2000-presente)
- Paolo Sorci: chitarra (2014-presente)

### Ex componenti
- Gianluca Agostinelli: chitarra (2005-2014)
- Stefano Procaccini: chitarra (1999-2005)
- Alfonso Maria Cutolo: violino (1999-2001)

## Discografia

### Album
- 2001 - Oloferne (Ethnoworld)
- 2005 - Le parole del vento (Oloferne/Tonidigrigio)
- 2008 - Segno d'acqua (Oloferne/Tonidigrigio)
- 2014 - L'inferno dei Musici (Oloferne/Tonidigrigio)

### Compilation
- 2003 - Samonios vol.II - Capodanno Celtico 2003 (Terzo Millennio/Self)
- 2005 - Premio Musicale Città di Jesi (S.M.G.B. Pergolesi / Skatinato)
- 2007 - Iang Pipol (Rai 3/Arte Nomade)
- 2009 - Dal Profondo (Latlantide/Giucar Service)